# Inégalité de Hornich-Hlawka
En mathématiques, l'inégalité de Hornich-Hlawka, ou inégalité quadrilatérale,,,, est une inégalité portant sur trois vecteurs d'un espace euclidien, se traduisant par une inégalité dans le quadrilatère. Elle a la particularité de ne pas être valable dans tout espace vectoriel normé, contrairement à l'inégalité triangulaire.

## Énoncé
Étant donné trois vecteurs {\displaystyle x,y,z} d'un espace vectoriel euclidien, on a l'inégalité :
{\displaystyle \lVert x\rVert +\lVert y\rVert +\lVert z\rVert +\lVert x+y+z\rVert \geqslant \lVert x+y\rVert +\lVert y+z\rVert +\lVert z+x\rVert }.
Le cas d'égalité a lieu lorsque l'un des vecteurs est nul ou lorsque les trois vecteurs sont colinéaires et de même sens.
Cette inégalité est même valable dans tout espace vectoriel réel ou complexe muni d'un produit scalaire, à savoir un espace préhilbertien.
Une de ses démonstrations utilise la relation d'Euler dans le quadrilatère (forme vectorielle) :

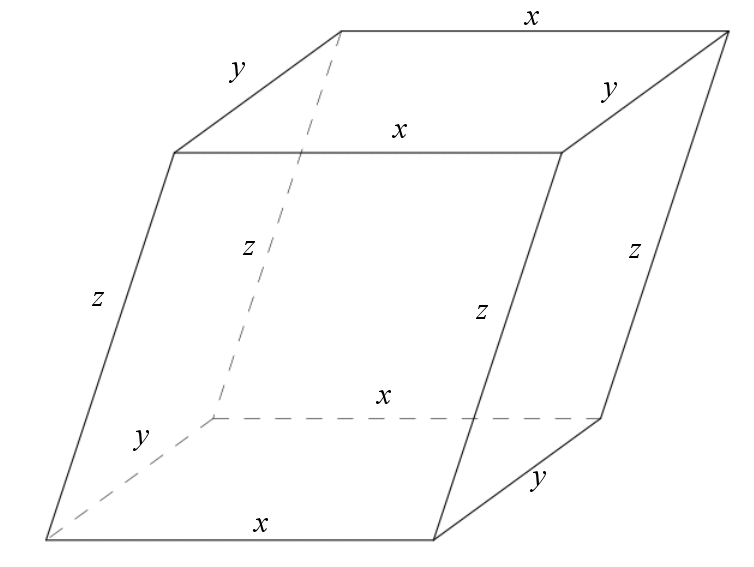

{\displaystyle \lVert x\rVert ^{2}+\lVert y\rVert ^{2}+\lVert z\rVert ^{2}+\lVert x+y+z\rVert ^{2}=\lVert x+y\rVert ^{2}+\lVert y+z\rVert ^{2}+\lVert z+x\rVert ^{2}.}

## Traductions géométriques

### Parallélépipède
Pour le parallélépipède construit sur les vecteurs {\displaystyle x,y,z}, la somme des longueurs des 12 arêtes ( {\displaystyle =4(\lVert x\rVert +\lVert y\rVert +\lVert z\rVert )}) est supérieure ou égale à la somme des longueurs des 12 diagonales de faces ({\displaystyle =4(\lVert x+y\rVert +\lVert y+z\rVert +\lVert z+x\rVert )} diminuée de la somme des longueurs des 4 grandes diagonales ({\displaystyle =4\lVert x+y+z\rVert }).

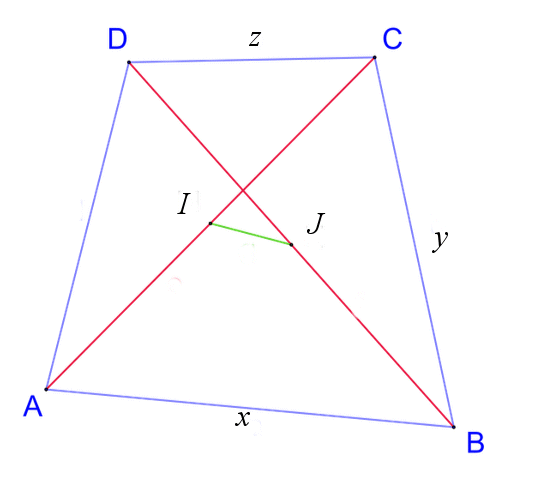

### Quadrilatère ou tétraèdre
Si {\displaystyle A,B,C,D} sont des points quelconques d'un espace affine euclidien, et {\displaystyle I,J} les milieux respectifs de {\displaystyle [AC]} et {\displaystyle [BD]}, posant {\displaystyle {\overrightarrow {AB}}=x,{\overrightarrow {BC}}=y,{\overrightarrow {CD}}=z}, on obtient l'inégalité :
{\displaystyle AB+BC+CD+DA\geqslant AC+BD+2IJ}.
Dans un quadrilatère, la somme des longueurs des côtés est supérieure ou égale à la somme des longueurs des diagonales augmentée de la distance entre les milieux des diagonales, ou bien : dans un tétraèdre, la somme des longueurs de quatre arêtes consécutives est supérieure ou égale à la distance entre les milieux des deux autres arêtes.
Le cas d'égalité a lieu lorsque deux des quatre points sont confondus ou lorsque les points sont alignés dans l'ordre {\displaystyle A}, {\displaystyle B}, {\displaystyle C}, {\displaystyle D} ou {\displaystyle B}, {\displaystyle C}, {\displaystyle D}, {\displaystyle A}, et autres permutations cycliques.
Dans le cas d'un parallélogramme {\displaystyle ABCD}, cette inégalité, qui s'écrit {\displaystyle AB+BC+CD+DA\geqslant AC+BD}, est une conséquence de l'inégalité triangulaire, mais ce n'est plus vrai dans le cas général.
Notons que la forme affine de la relation d'Euler dans le quadrilatère est
{\displaystyle AB^{2}+BC^{2}+CD^{2}+DA^{2}=AC^{2}+BD^{2}+4IJ^{2}} .

## Contre-exemple dans un autre espace vectoriel normé
Dans {\displaystyle \mathbb {R} ^{3}} muni de la norme « infini » : {\displaystyle \lVert x\rVert _{\infty }=\max(|x_{1}|,|x_{2}|,|x_{3}|)}, les vecteurs {\displaystyle x=(1,1,-1)}, {\displaystyle y=(1,-1,1)} et {\displaystyle z=(-1,1,1)} satisfont à {\displaystyle \lVert x\rVert +\lVert y\rVert +\lVert z\rVert +\lVert x+y+z\rVert =1+1+1+1=4<\lVert x+y\rVert +\lVert y+z\rVert +\lVert z+x\rVert =2+2+2=6}.
Il est cependant remarquable que l'inégalité de Hornich-Hlawka soit valable dans tout espace vectoriel normé de dimension 2,.

## Historique
L'histoire de cette inégalité commence en 1942 lorsque Hans Hornich la mentionne comme cas particulier d'un résultat plus général, en signalant que Edmund Hlawka lui en a donné une démonstration purement algébrique.

## Démonstrations
Voici une démonstration utilisant la relation d'Euler dans le quadrilatère,,, ; elle n'est donc valable que dans un espace préhilbertien.
Posant {\displaystyle a=\lVert x\rVert ,b=\lVert y\rVert ,c=\lVert z\rVert ,d=\lVert x+y+z\rVert ,\alpha =\lVert y+z\rVert ,\beta =\lVert z+x\rVert ,\gamma =\lVert x+y\rVert }, il faut démontrer que {\displaystyle X=a+b+c+d-(\alpha +\beta +\gamma )\geqslant 0}.
Un calcul donne
{\displaystyle (a+b+c+d-(\alpha +\beta +\gamma ))(a+b+c+d)=\overbrace {(a+b-\gamma )(d+c-\gamma )} ^{U}+\overbrace {(b+c-\alpha )(d+a-\alpha )} ^{V}+\overbrace {(c+a-\beta )(d+b-\beta )} ^{W}+a^{2}+b^{2}+c^{2}+d^{2}-(\alpha ^{2}+\beta ^{2}+\gamma ^{2})}.
Or {\displaystyle a^{2}+b^{2}+c^{2}+d^{2}=\alpha ^{2}+\beta ^{2}+\gamma ^{2}}, car {\displaystyle x^{2}+y^{2}+z^{2}+(x+y+z)^{2}=(x+y)^{2}+(y+z)^{2}+(z+x)^{2}} (il s'agit des carrés scalaires) : c'est la relation d'Euler dans le quadrilatère.
Donc {\displaystyle X(a+b+c+d)=U+V+W}.
Si l'un des trois vecteurs {\displaystyle x,y,z} est nul, alors {\displaystyle X=0}, donc on peut supposer que l'un est non nul et alors {\displaystyle a+b+c>0} et {\displaystyle X} est du signe de {\displaystyle U+V+W}. Or {\displaystyle U,V,W} sont {\displaystyle \geqslant 0} d'après l'inégalité triangulaire appliquée quatre fois (par exemple, {\displaystyle \gamma =\lVert x+y\rVert =\lVert x+y+z-z\rVert \leqslant d+c}). On obtient bien {\displaystyle X\geqslant 0}.
Le cas d'égalité s'obtient pour {\displaystyle U=V=W=0} ; il y a huit cas de nullité des parenthèses à examiner qui équivalent tous au fait que les vecteurs {\displaystyle x}, {\displaystyle y} et {\displaystyle z} sont colinéaires et de même sens.
Une autre démonstration algébrique se trouve dans ,.
Une démonstration géométrique dans le plan euclidien utilisant une propriété de croisement d'un quadrilatère se trouve dans.

## Applications
Étant donné {\displaystyle a}, {\displaystyle b}, {\displaystyle c} réels positifs ou nuls, on pose {\displaystyle x=({\sqrt {a}},0,0),y=(0,{\sqrt {b}},0),z=(0,0,{\sqrt {c}})} ce qui donne :
{\displaystyle {\sqrt {a}}+{\sqrt {b}}+{\sqrt {c}}+{\sqrt {a+b+c}}\geqslant {\sqrt {a+b}}+{\sqrt {b+c}}+{\sqrt {c+a}}}, avec égalité ssi {\displaystyle abc=0}.
Une généralisation à {\displaystyle n} vecteurs se trouve dans .